# Wiktor Susło
Wiktor Wołodymyrowycz Susło (ukr. Віктор Володимирович Сусло, ros. Виктор Владимирович Сусло, ur. 15 stycznia 1961 w Charkowie) – były radziecki i ukraiński piłkarz występujący na pozycji pomocnika lub obrońcy, sędzia międzynarodowy, obecnie trener piłkarski.

## Kariera klubowa
Wiktor Susło zaczynał karierę w rodzinnym Charkowie w zespołach juniorskich Metallista. W latach 1978–1981 był on graczem młodzieżowych i rezerwowych drużyn Dinama Kijów. Seniorzy Dinama zdobyli w tym okresie dwa tytuły mistrza Związku Radzieckiego, jednak Susło z powodu silnej konkurencji nie zdołał przebić się do pierwszej drużyny.
W 1981 roku powrócił on do Metallista Charków i zadebiutował w jego barwach 24 kwietnia w meczu przeciwko Pomirowi Duszanbe. Susło od razu stał się podstawowym zawodnikiem. Po jednym sezonie jego zespół awansował do Wysszajej Ligi ZSRR. W 1985 roku w wyniku powołania do wojska opuścił on na jeden sezon klub, występując tym czasie dla trzecioligowego CSKA Kijów. W 1988 roku zdobył on Puchar ZSRR, choć w finale przeciwko Torpedo Moskwa nie wystąpił z powodu kontuzji. W kolejnym sezonie Susło mianowany został kapitanem zespołu i wystąpił w Pucharze Zdobywców Pucharów, gdzie Metallist został wyeliminowany w II rundzie przez Rodę JC Kerkrade. W 1991 roku po rozpadzie Związku Radzieckiego postanowił on odejść z klubu. Ogółem Wiktor Susło rozegrał dla Metallista 232 ligowe spotkania, stając się jednym z najbardziej cenionych piłkarzy w historii tego zespołu.
Po przemianach politycznych Wiktor Susło zdecydował się przenieść do Igloopolu Dębica. W I lidze rozegrał on 3 spotkania a jego klub po sezonie spadł do II ligi. Przed sezonem 1992/1993 powrócił on na Ukrainę i podpisał kontrakt z grającą w Premier-lidze Worskłą Połtawa, w której spędził jeden rok jako podstawowy zawodnik.
Następnie grał on w Tempie Szepietówka i w amatorskim klubie Jupiter Charków, w barwach którego w 1994 roku zakończył karierę piłkarską.

## Kariera sędziowska
Po zakończeniu gry w piłkę nożną Wiktor Susło rozpoczął pracę jako sędzia liniowy w regionalnych ligach ukraińskich i ostatecznie awansował do rangi arbitra międzynarodowego. Sędziował on w rozgrywkach o europejskie puchary, w międzypaństwowych meczach towarzyskich oraz w jednym meczu eliminacji Mistrzostw Europy 2004 Malta - Izrael.
Statystyki meczów międzynarodowych
| Rozgrywki                       | Sezon / Rok           | Mecze                 |
| Mecze międzypaństwowe           | Mecze międzypaństwowe | Mecze międzypaństwowe |
| ------------------------------- | --------------------- | --------------------- |
| Mistrzostwa Europy              | -                     | -                     |
| Mistrzostwa Europy (eliminacje) | 2002                  | 1                     |
| Rozgrywki klubowe               |                       |                       |
| Liga Mistrzów UEFA              | -                     | -                     |
| Liga Mistrzów UEFA (eliminacje) | 2004/2005             | 1                     |
| Puchar UEFA                     | 2003/2004             | 1                     |
| Puchar UEFA                     | 2005/2006             | 2                     |
| Puchar UEFA (eliminacje)        | 2002/2003             | 1                     |
| Puchar UEFA (eliminacje)        | 2006/2007             | 1                     |
| Puchar Intertoto UEFA           | 2005                  | 1                     |

## Kariera trenerska
W 2000 roku Wiktor Susło postanowił zająć się szkoleniem młodych piłkarzy. Obecnie pracuje jako trener grup juniorskich w Metaliście Charków.

## Sukcesy
- 1 x Puchar Związku Radzieckiego - Metallist Charków (1988)

## Odznaczenia
- Mistrz Sportu ZSRR (1983)